# Her Own Blood
Pour plus de détails, voir Fiche technique et Distribution.
Her Own Blood est un film muet américain réalisé par Burton L. King et sorti en 1915.

## Fiche technique
- Titre : Her Own Blood
- Réalisation : Burton L. King
- Scénario : Edward Sloman
- Producteur :
- Société de production : Universal Film Manufacturing Company
- Société de distribution : Universal Film Manufacturing Company
- Pays d'origine :  États-Unis
- Langue : Anglais
- Format : Noir et blanc — 35 mm — 1,33:1 — Muet
- Genre : Film dramatique
- Durée : 10 minutes
- Dates de sortie : 
  - États-Unis : 20 juin 1915
  - Royaume-Uni : 30 septembre 1915

## Distribution
- Adele Lane : Jane
- Harry Linkey : Tom, le frère de Jane - police montée du Nord-Ouest
- Edward Sloman : Jim, le petit ami de Jane - un meurtrier